# Ornithocheirus
Ornithocheirus var en slægt, der omfatter to af de største pterosaurer (flyveøgler). Deres vingefang målte helt op til 12 meter, og de havde et 1,5 meter langt kranium. De levede af fisk og blæksprutter. Ornithocheirus levede for 120 mio. år siden på de fleste kontinenter, og dermed var de en af de få pterosaurer, som levede i kridttiden.
Ornithocheirus levede ikke i flok, men en gang om året samlede de sig til parring. De kunne tilbagelægge op til 14.000 kilometer for at komme hen til området for parring.
Der er et helt afsnit om ornithocheirus på DVDen i dinosaurernes verden.
| Dyr | Spire Denne artikel om dyr er en spire som bør udbygges. Du er velkommen til at hjælpe Wikipedia ved at udvide den. |